# Argyrochosma chilensis
Argyrochosma chilensis là một loài thực vật có mạch trong họ Adiantaceae. Loài này được (Fée & J. Rémy) Windham miêu tả khoa học đầu tiên năm 1987.